# Ortles

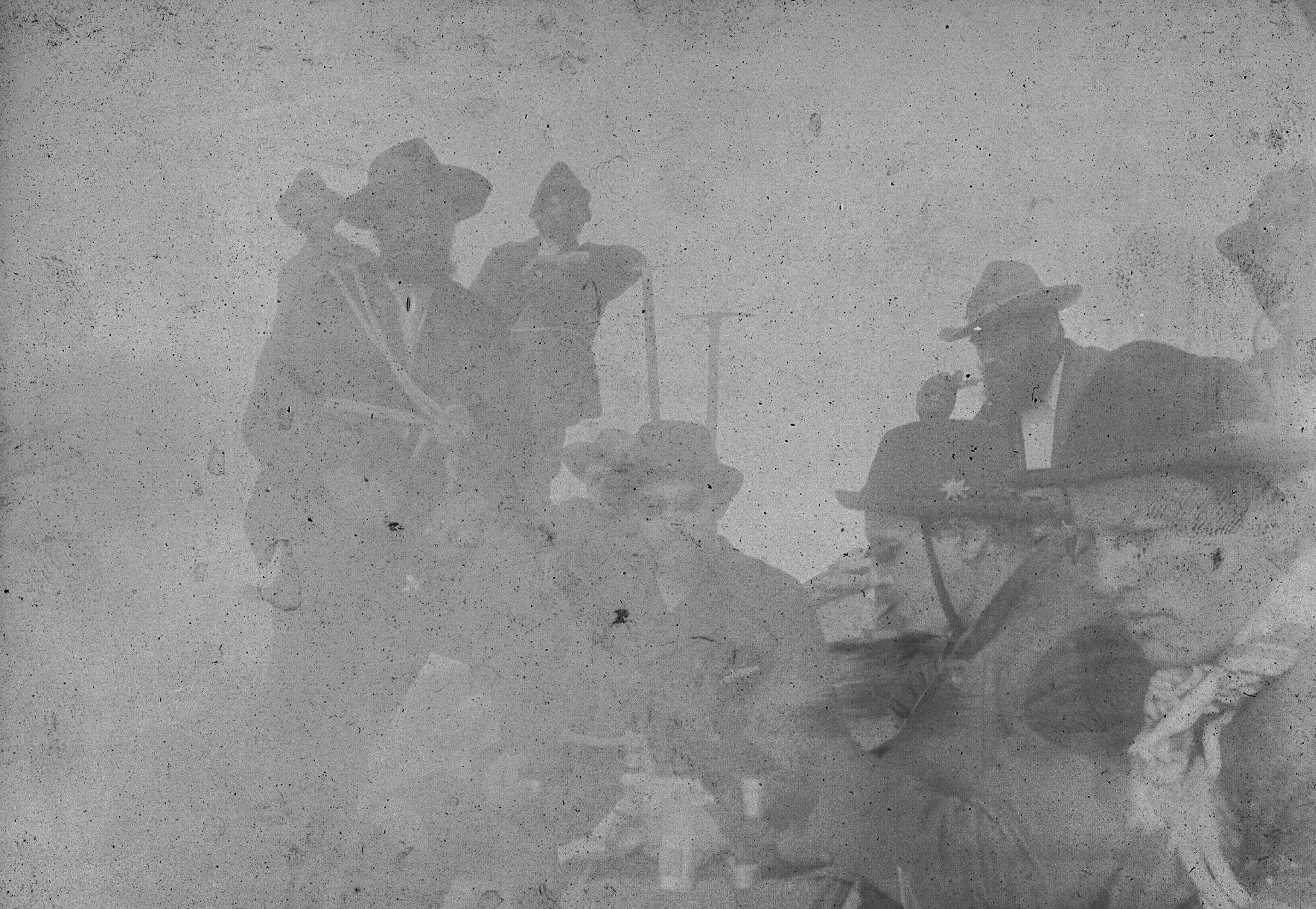
Alpinisti austriaci sulla vetta dell'Ortles, 23 luglio 1891

L'Ortles (Ortler in tedesco e in dialetto valtellinese, Òrtles in solandro, Ortèl in lombardo), è una montagna delle Alpi Retiche meridionali. Con un'altitudine di 3.905 m s.l.m., costituisce la cima più elevata del gruppo Ortles-Cevedale e la vetta più alta della regione Trentino-Alto Adige.

## Toponimo
Il nome della montagna, attestato nel 1770 come Ortles spiz der höchste im ganzen Tyrol (Anich), nel 1804 come Orteles, nel 1840 come Ortlesspitze e nel 1900 come Ortler, deriva dai due masi Außerortl e Innerortl a Solda. La montagna fu chiamata des Ortles Berg, la cima del maso Ortl (il cui genitivo è "Ortls"), il cui nome a sua volta è da rincondurre ai patronimici tedeschi "Ortnit" o "Ortwin" di cui è un diminutivo. Ne è comprova la forma dialettale antica per la montagna, che risulta essere proprio Ortl.

## Descrizione
È una delle montagne più imponenti delle Alpi Retiche meridionali e rappresenta il punto culminante del massiccio. Si trova completamente in territorio altoatesino (e non al confine con la Lombardia) poiché, a differenza delle altre maggiori vette del massiccio, quali il Gran Zebrù o il Cevedale, essa non si eleva sulla dorsale principale bensì sul crinale che divide le valli di Trafoi e di Solda.
Con i suoi 3.905 metri di quota, risulta essere la vetta più elevata della provincia autonoma di Bolzano e della regione Trentino-Alto Adige. In passato, prima che l'Alto Adige/Südtirol venisse accorpato al territorio italiano nel 1919, era anche la più alta vetta dell'Impero Austroungarico (oggi la montagna più alta dell'Austria è il Großglockner). Per un breve periodo, prima che la sua altezza fosse misurata, fu erroneamente ritenuta la terza montagna delle Alpi.
È costituito, come il vicino Monte Zebrù e il Gran Zebrù, da un basamento cristallino (filladi quarzifere) appartenente alle cosiddette falde austroalpine, unità costitutiva dell'ossatura delle Alpi Centrali. Sopra il basamento cristallino si elevano gli edifici sommitali, costituiti da dolomia leggermente metamorfica riconoscibile per il colore chiaro e caratterizzata da una certa resistenza all'erosione (al contrario delle più tenere rocce del basamento che danno luogo a pendii più dolci).
Nel 2011, all'interno del progetto Ortler Ice Core, l'Università di Ohio assieme all'Ufficio Idrografico della Provincia Autonoma di Bolzano ha effettuato dei carotaggi sul ghiacciaio dell'Ortles per analizzare la struttura del ghiaccio ed effettuare ricerche climatologiche sul lungo periodo.

## Alpinismo

### Cronologia delle ascensioni
La storia dell'alpinismo sull'Ortles inizia nella primavera del 1804. In quel periodo, giunse voce nelle valli ai piedi della montagna (all'epoca quasi isolate, non essendo stata ancora costruita la strada del Passo dello Stelvio) di una lauta ricompensa che sarebbe stata assegnata dall'arciduca Giovanni d'Asburgo-Lorena (fratello dell'allora imperatore d'Austria Francesco II) a chi avesse scalato l'Ortles, la vetta più alta del Tirolo e di tutto l'impero.
Il bando fu accettato dal dottor Johannes Nepomuk Gebhard, botanico di Salisburgo, ufficiale delle truppe alpine e topografo al servizio dell'Impero austriaco. Tentò tutta l'estate del 1804, quasi ogni giorno, usufruendo anche dell'aiuto di numerose guide locali, ma mai raggiunse la vetta. Pochi giorni prima del deludente ritorno, il 26 settembre, un cacciatore di camosci della Val Passiria, Joseph Pichler (detto Pseirer Josele, Giuseppe della Passiria), si propose di aiutarlo. A Pichler vennero assegnati due compagni di spedizione, che l'ufficiale imperiale incaricato di certificare l'ascensione aveva messo a disposizione in veste di accompagnatori.
Poco dopo la mezzanotte del giorno successivo, la squadra si mosse dalle Tre Fontane Sacre poste a monte di Trafoi, risalì il Bergl e la vedretta inferiore dell'Ortles, ai piedi delle infide pareti delle Hintere Waldn, e guadagnando infine la sommità di queste ultime (passando per il difficile "colatoio rosso") per sbucare sulle distese nevose della vedretta superiore, a pochi passi dalla vetta. La cima fu raggiunta alle 10 del mattino, dopodiché il gruppo iniziò la discesa, per la medesima via di salita, che si concluse alle 8 di sera.
Gebhard dovette aspettare l'anno successivo per raggiungere la vetta, sempre aiutato dal Pichler, che da allora fu la guida ufficiale dell'Ortles. Il 28 agosto 1805 fu issata sulla cima una grande bandiera di lino visibile anche dal fondovalle, e il 13 settembre Gebhard ordinò di portare in vetta un palo di legno ricoperto di paglia e imbevuto di pece, per appiccare in cima un falò allo scopo di convincere la popolazione valligiana, in parte ancora incredula, dell'avvenuta conquista dell'Ortles. L'Ortles fu affrontato varie volte negli anni successivi, anche per vie differenti, attrezzate da Pichler stesso.
La via normale nord fu aperta dal celebre alpinista inglese Francis Fox Tuckett nel 1864 e ripercorsa l'anno successivo da Julius Payer ed Edmund von Mojsicovics, fondatore dell'Oesterreichischer Alpenverein (il club alpino austriaco). Da allora nuove vie furono aperte, su tutti i versanti (tra cui i difficili canaloni ad est e a sud e l'aspra cresta dell'Hochjoch) e con difficoltà sempre crescenti.
La grandiosa parete nord, tra i maggiori itinerari su ghiaccio delle Alpi orientali, fu vinta nel 1931 da Franz Schmid (che assieme al fratello Toni fu il primo a salire la parete nord del Cervino). Nel 1963 Peter Holl ed Helmut Witt aprirono una difficile via sul lato destro della parete nord, superando difficili placche rocciose e vincendo direttamente il seracco del ghiacciaio nel suo punto più vulnerabile, poi Reinhold e Günther Messner ne superarono il seracco centrale nel 1964, mentre nel 1979 K. Jeschke e M. Burtschler la discesero sugli sci.

### Itinerari di salita

#### Via normale nord

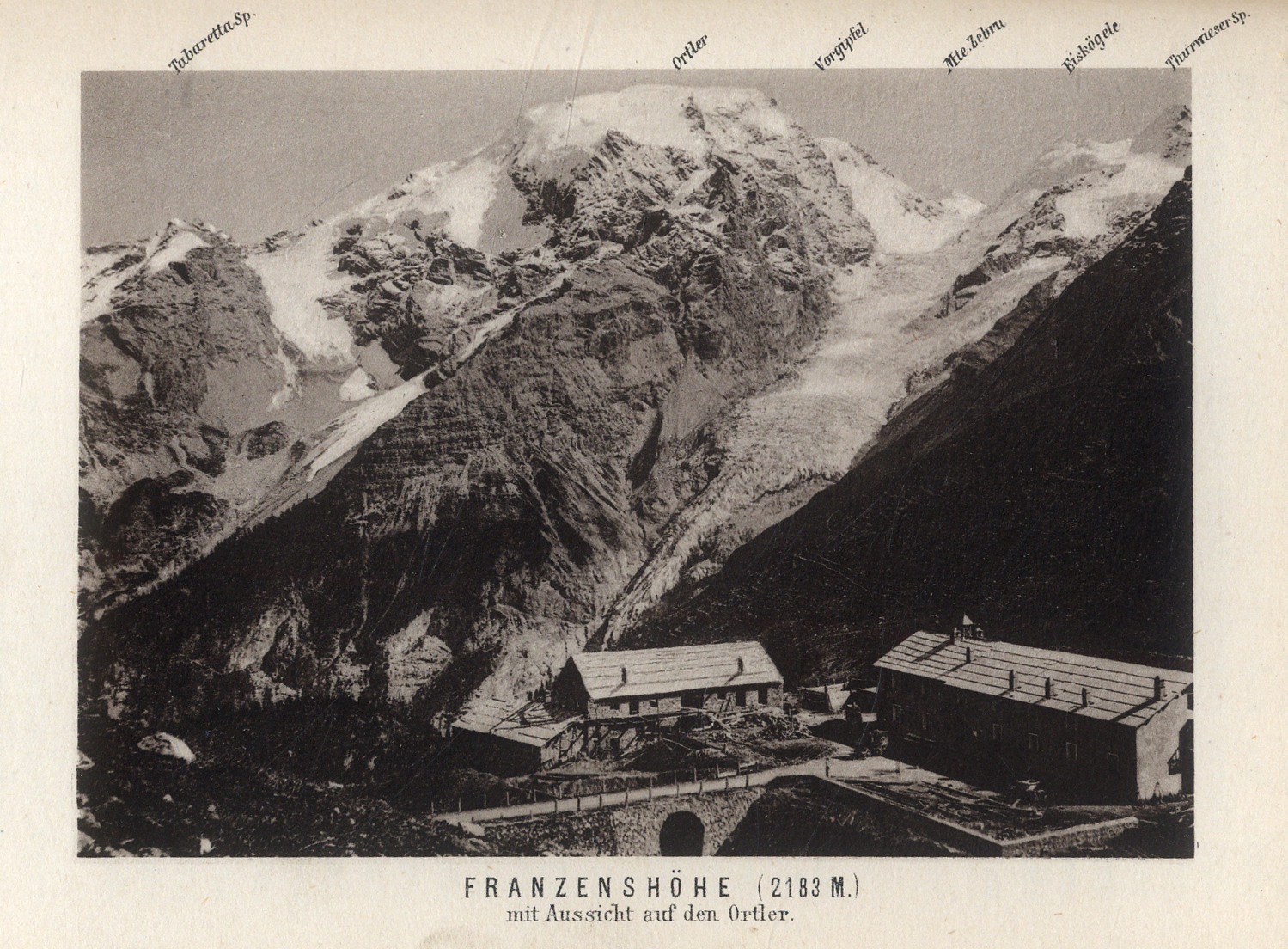
Una cartolina dell'Ortles

Aperta da Tuckett e compagni nel 1864, la via normale sul versante nord inizia al Rifugio Payer, raggiungibile da Solda (Sulden in tedesco), unico centro abitato della valle omonima. È ritenuta la più facile tra tutte le vie normali che salgono alla vetta dell'Ortles, ma presenta comunque diverse asperità e richiede buone doti alpinistiche, adeguata attrezzatura e preparazione, nonché esperienza, soprattutto a causa dei pericoli oggettivi comportati dall'attraversamento del ghiacciaio. Il grado di difficoltà dell'itinerario varia a seconda dei tratti. Vi sono passaggi attrezzati su roccia (EEA), salita su terreno misto di roccia, neve o ghiaccio (AG), passaggi su roccia non attrezzati (III). Globalmente la salita è quotata PD+ e richiede in media 4 ore.
Dal rifugio, posto a quota 3029 m, si risale su terreno misto la cresta nord di Punta Tabaretta (passaggi di facile arrampicata su roccette) prima di affrontare la prima parete vera e propria, attrezzata con scale e catene (una sorta di via ferrata) e alta circa 60 metri, che precede una serie di placche abbastanza esposte, ma comunque attrezzate, prima di approdare sul ghiacciaio a quota 3204 metri. Lo si attraversa verso destra risalendo poi un ripido canale ghiacciato (Eisrinne). Qui il ritiro del ghiacciaio negli ultimi tempi ha lasciato scoperta una parete di roccia di circa 15 metri che è necessario superare in arrampicata libera (III grado) giungendo quindi al Bivacco Lombardi (3316 m). Dal bivacco la pendenza del ghiacciaio è inizialmente non trascurabile (40°) e sulla sua superficie compaiono numerosi crepacci, per divenire poi più dolce e regolare, fino alla vetta.
La via di discesa ripercorre a ritroso il medesimo itinerario.

#### Via del Coston di Dentro

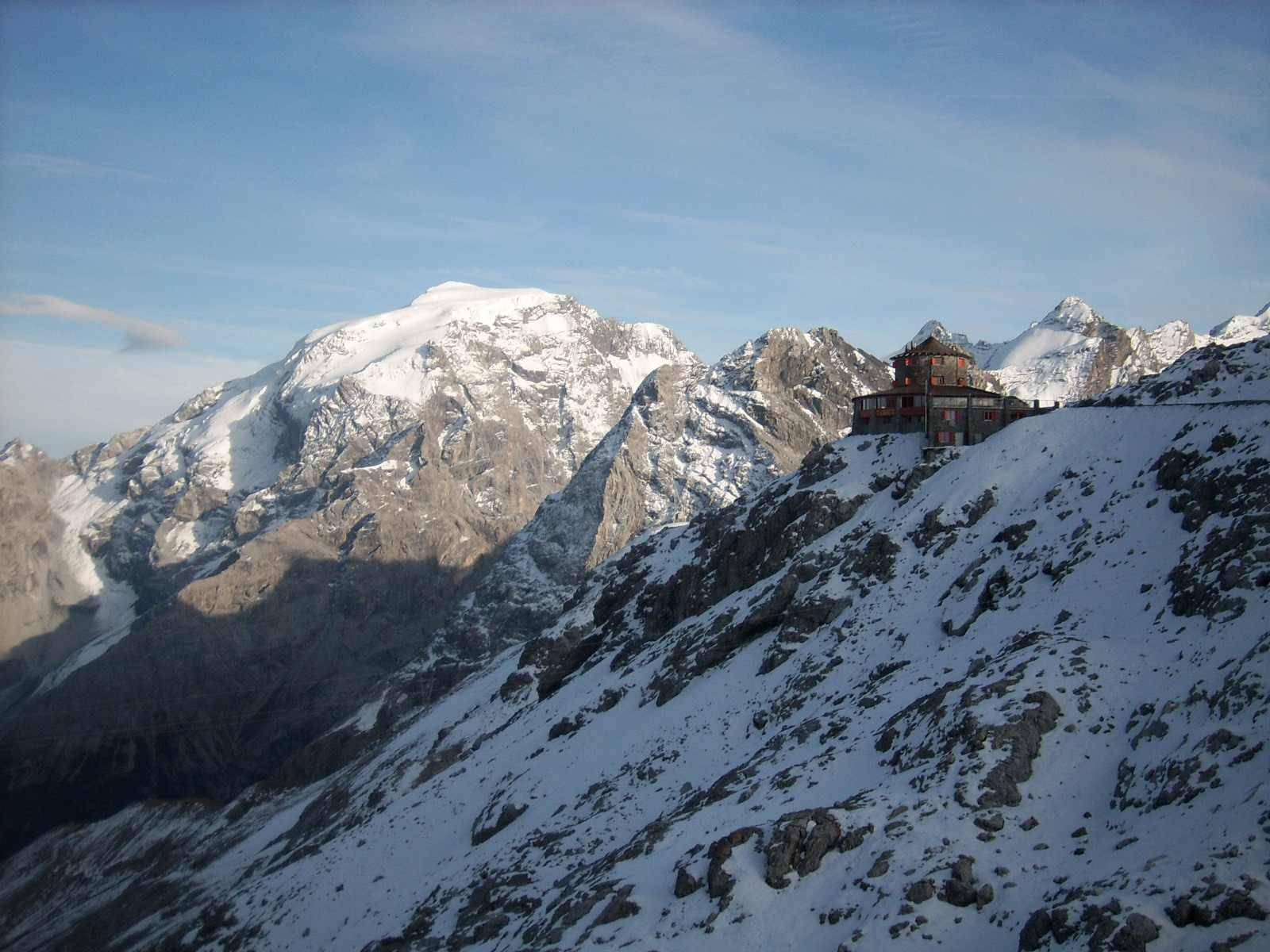
L'Ortles visto nei pressi del Passo dello Stelvio

La via del Coston di Dentro (in tedesco Hintergrat) è una delle vie più frequentate per la salita all'Ortles e anche una delle prime ad essere aperte (Joseph Pichler l'affrontò per la prima volta nel 1805, un anno dopo la prima salita assoluta sulla vetta) ma è più lunga e difficile rispetto alla normale nord. Si sviluppa per circa 1250 m di dislivello dal rifugio Coston (Hintergrathütte secondo la toponomastica locale) situato a 2661 m di quota e raggiungibile da Solda in due ore e mezza di cammino mediante un comodo sentiero.
La via si sviluppa su roccia (II e III grado, con due passaggi di IV grado inferiore) e su neve (pendenza massima 40°), ed è classificabile nel suo complesso come AD- (abbastanza difficile). Le guide stimano un tempo di percorrenza di 5 o 6 ore calcolate a partire dal rifugio.
Esistono altre vie molto remunerative all'Ortles, tutte di elevato impegno alpinistico e con elevati pericoli oggettivi, tra cui:
Via Holl-Witt 
Si tratta di uno dei più ardui itinerari di misto delle Alpi Orientali, che s'insinua sulle placche tondeggianti a destra della via Ertl, cercandone i punti meno pericolosi; la roccia è friabile e ci sono vari salti verticali di ghiaccio, compreso il più arduo, che è il seracco sommitale della Vedretta Alta dell'Ortles, il quale viene scalato sulla sinistra nel punto dove è più stretto. La via è stata aperta nel 1963 da Peter Holl ed Helmut Witt, per un totale di 1300 m, di cui 600 di via nuova, con passaggi di IV e V in roccia e vari tratti di ghiaccio a 90°, compreso il seracco di circa 40 m, ED.

#### Via Ertl

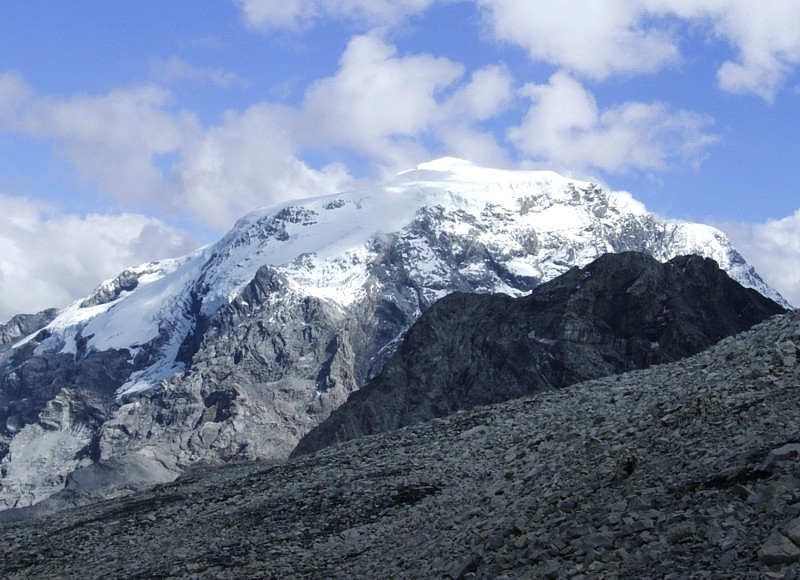
Un'altra immagine dell'Ortles visto dall'alta Valle di Trafoi

Il grande scivolo nord di ghiaccio dell'Ortles è stato vinto nel 1931 dalla cordata di Hans Ertl e Franz Schmitt e costituisce la più grandiosa ascensione su ghiaccio delle Alpi Orientali, molto ripetuta ma anche temuta per le scariche di sassi e ghiaccio lungo l'impluvio. Le dimensioni della parete sono notevoli, 1300 m (una delle più alte pareti delle Alpi) e la pendenza varia a seconda delle condizioni dei seracchi a 2/3 del tragitto (da 55° a 70°, con qualche tratto più inclinato, TD). Due varianti sono state tracciate nella parte mediana lungo i seracchi, oggi notevolmente ridotti, ma che spesso vengono ripercorse per aggiungere impegno alla via: la variante dei fratelli Messner del 1964 che vince i muri di ghiaccio direttamente con pendenze di 80° e un tratto a 90°, la variante Gilardoni-Zappa del 1968 che invece li aggira a sinistra con pendenze di 70°-75°.

#### Parete Nord-ovest
La prima salita è stata compiuta dalle guide alpine Eraldo Meraldi e Giuseppe 'Popi' Miotti nel febbraio del 1989. La scelta del periodo invernale fu dovuta al tentativo di minimizzare i pericoli di eventuali crolli di ghiaccio dall'immenso seracco che sovrasta gran parte della linea di salita e anche dalla notevole friabilità dei tratti rocciosi. Partiti da Tre Fontane in un unico balzo i due raggiunsero la fine delle difficoltà già verso sera bivaccando in un crepaccio un centinaio di metri sotto la cima. La maggiore difficoltà fu data dal superamento di una lunga cascata ghiacciata che consente l'unica via d'uscita dal grande anfiteatro sottostante il seracco (85°).

#### Rothbockgrat

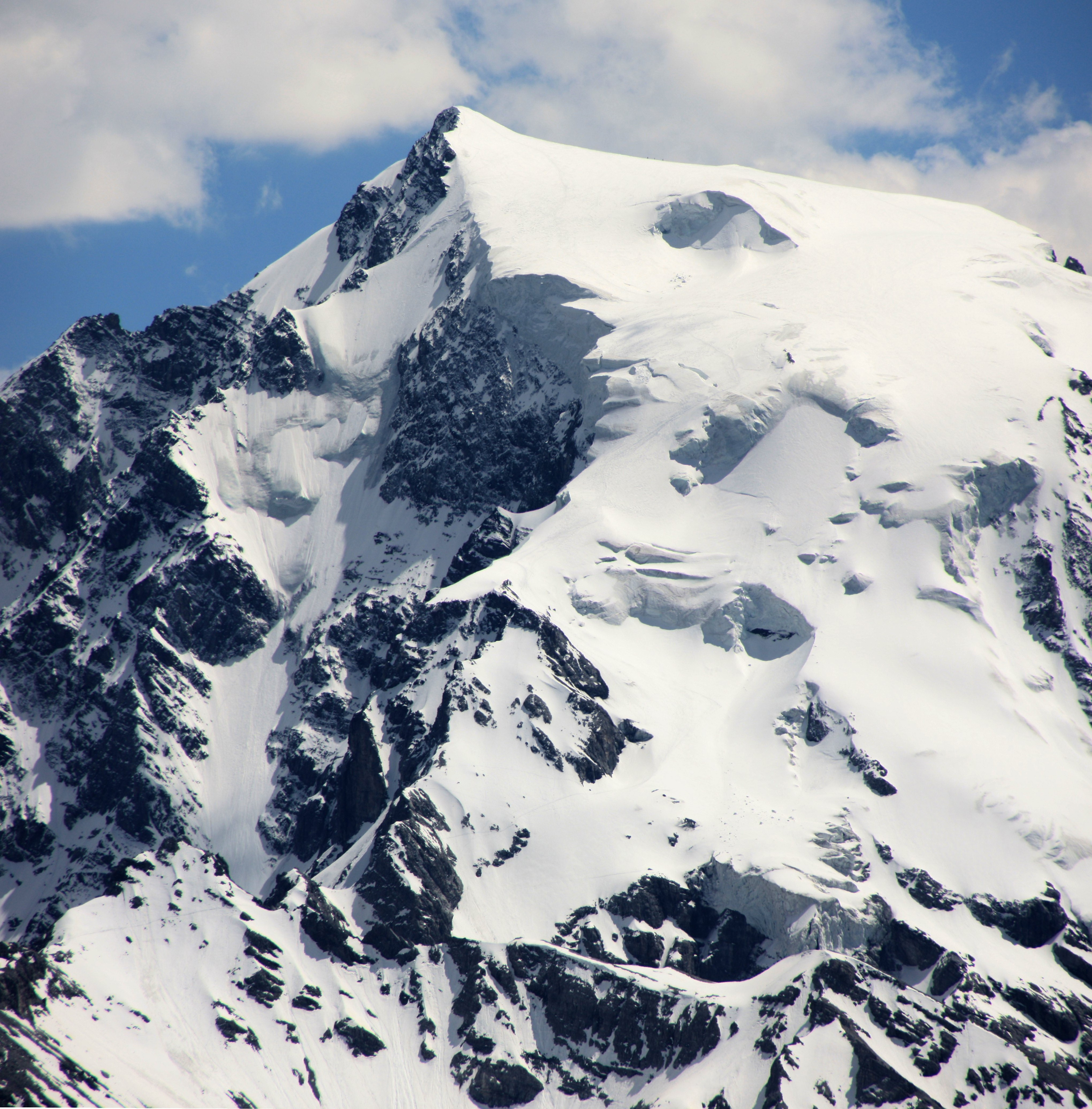
Parete nord dell'Ortles

La cresta nord-nord-est, salita per la prima volta nel 1904 da Heinrich Rothbock con Franz Pinggera e Friederich Angerer è la cresta più difficile dell'Ortles, si sviluppa per oltre 1300 m, alternando tratti in roccia di IV e pendii di ghiaccio a 50°, attualmente la difficoltà è intorno a D+.

#### Marltgrat
La via di cresta più grandiosa all'Ortles ma anche più temuta per la friabilità della roccia salita nel 1889 da Otto Fischer, Louis Friedmann, Edmund Matasek, Robert Hans Schmitt e Albert von Krafft. Ha uno sviluppo di 2200 m ed è valutata D.

#### Schuckrinne
Il canalone est è un'altra via di ghiaccio grandiosa ma è anche la più pericolosa dell'Ortles, salibile in poche occasioni particolarmente favorevoli della montagna, percorso la prima volta da Otto Schuck, Peter Dangl e Peter Reinstadler nel 1879. È valutato D- con pendii fino a 55° e rocce di III UIAA per un dislivello di 1100 m.

#### Minnigeroderinne
Si tratta di una bella ascensione su ghiaccio nel cuore della parete sud dell'Ortles aperta da Baptist Bernhard von Minnigerode con Alois  Pinggera e il fratello Johann nel 1879. Lo stesso Minnigerode aprì nel 1881 una variante diretta per un canale secondario alla cima. Ripetute entrambe. Il canale principale termina sull'Hintergrat ed è alto 600 m con pendii fino a 60°, la via diretta ha 300 m in più e termina dritta in vetta.
Sulla parete ovest dell'Ortles, la più nascosta, selvaggia e imponente sono stati aperti diversi itinerari, tra cui uno firmato Soldà e Pirovano che non sono mai stati ripetuti, su roccia in parte friabile e sotto la minaccia delle slavine. L'unico remunerativo e sovente ripetuto è:

## Bibliografia

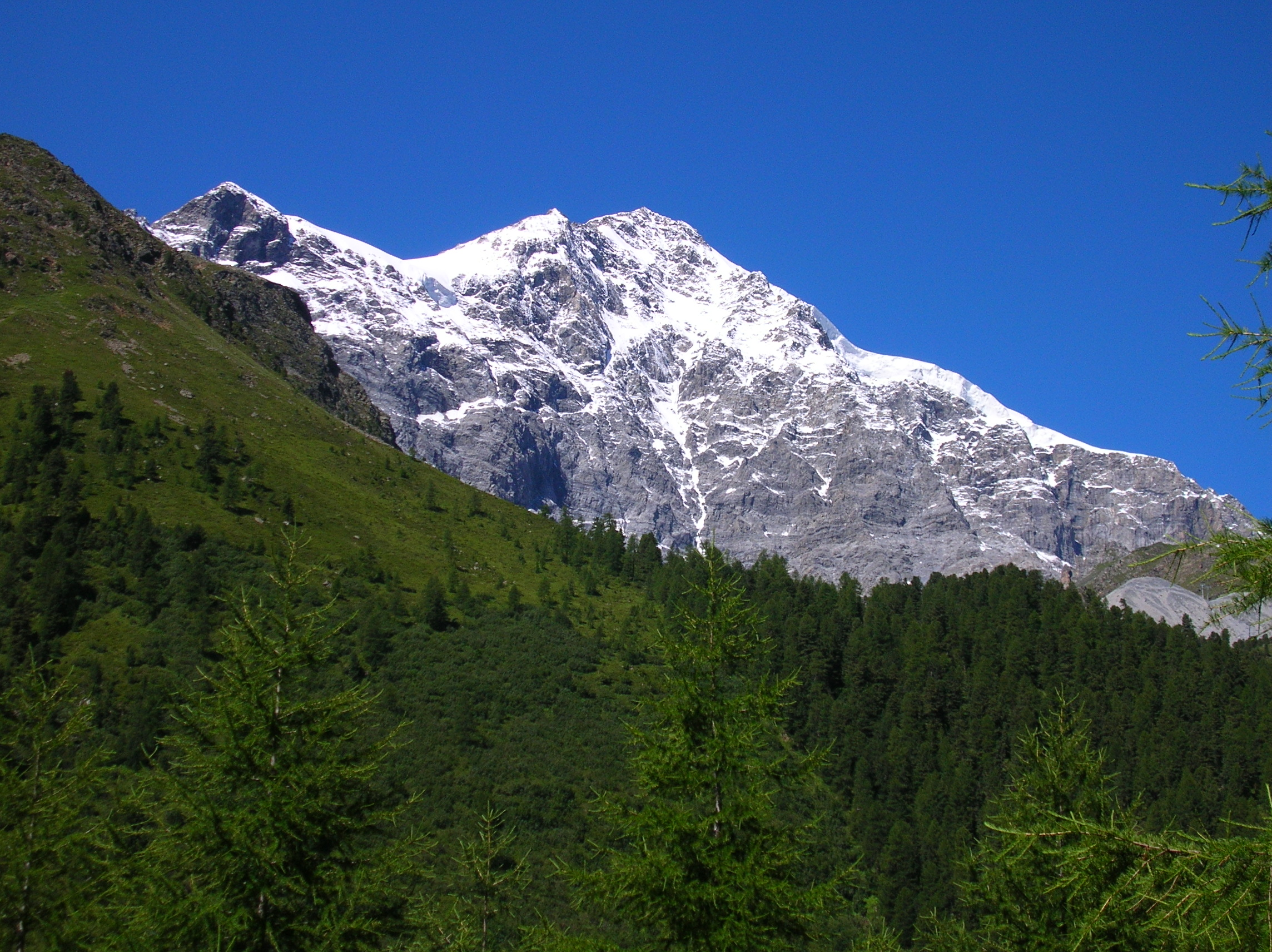

#### Meranerweg

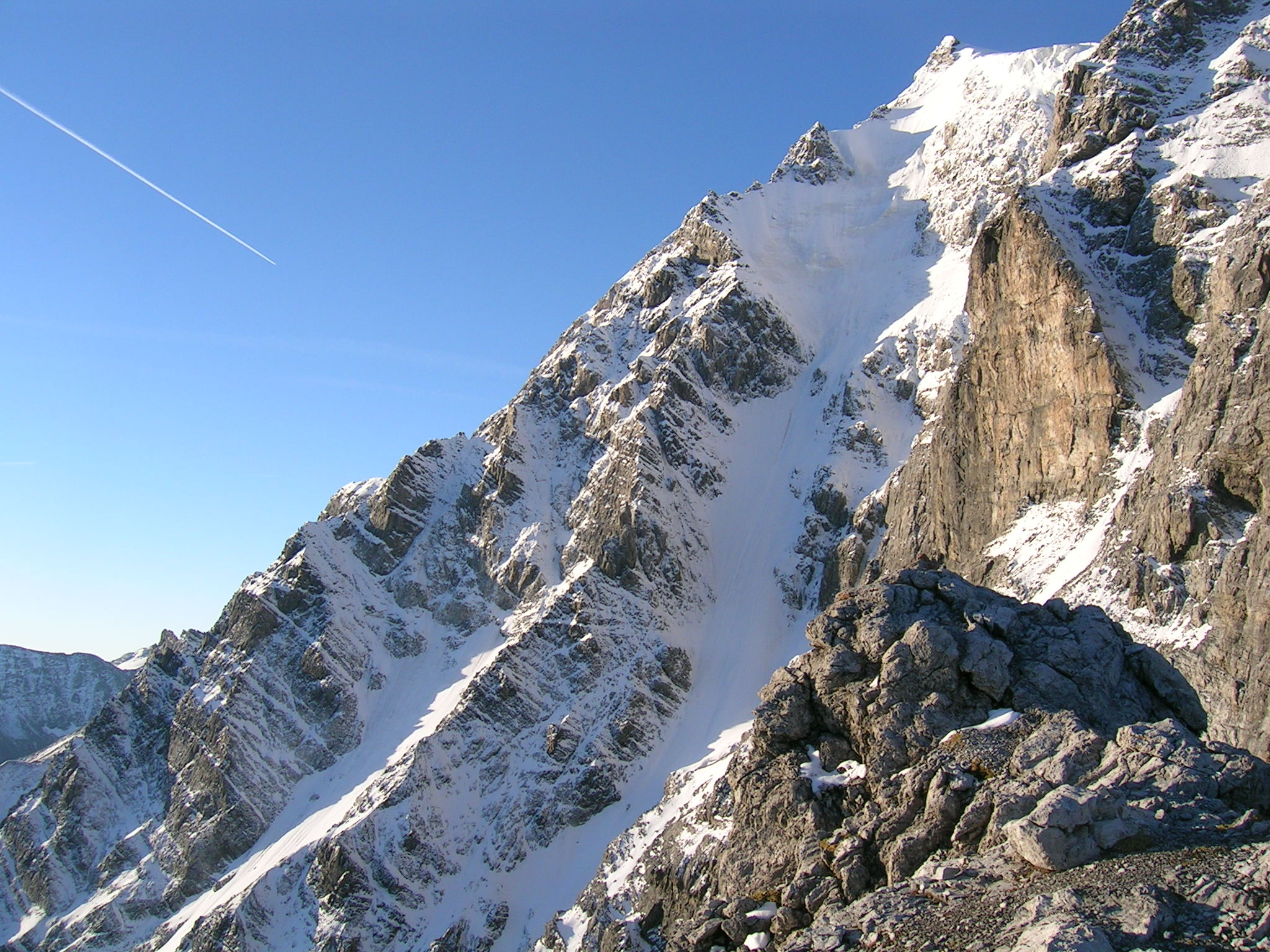
Particolare della parete nord

Si tratta di un itinerario di cresta aperto da Oster e Joseph Mazagg nel 1877 che si sviluppa per 1700 m e valutato AD- . Attrezzato già nel 1910, abbandonato per un lungo periodo è ora stato nuovamente restaurato. La via parte dal Rifugio Borletti, sale per cresta al Corno Plaies e da qui sale sul ghiacciaio fino in cima.